# Daglöstjärnen, Västmanland
Daglöstjärnen är en sjö i Hällefors kommun i Västmanland och ingår i Göta älvs huvudavrinningsområde.